# Иля Цимбалар
Иля Цимбалар е украински и руски футболист, полузащитник. Футболист на годината в Русия за 1995 г. Най-известен с изявите си за Спартак Москва.

## Кариера
Започва кариерата си в Черноморец Одеса. Освен за тях, Цимбалар играе два сезона в СКА Одеса, докато отбива военната си служба. През 1989 се завръща в Черноморец и става един от основните играчи. С Черноморец печели купата на федерацията на СССР през 1990 г. През 1992 г. записва 3 мача за националния отбор на Украйна. През 1993 г. Цимбалар и Юрий Никифоров преминават в Спартак Москва. Още в първия си сезон Цимбалар изиграва 26 мача и отбелязва 3 гола, а Спартак печели шампионската титла. Скоро халфът получава руски паспорт и дебютира за националния отбор на Русия. Участва на Световното първенство през 1994 г., но Русия отпада още в групата. През 1995 г. Иля е избран за футболист на годината в Русия, въпреки че Спартак губи титлата в „Златен мач“ срещу Алания (Владикавказ). На следващата година полузащитникът играе и на европейското в Англия. След края на първенството интерес към Иля проявява Лацио. Цимбалар отказва да премине при Римските орли без добрия си приятел Юрий Никифоров. Италианците не са склонни да купят и двамата и вместо Иля привличат Павел Недвед.
Цимбалар продължава да бъде един от най-добрите футболисти на Спартак и прави много силни игри в евротурнирите. Отборът достига полуфинал за Купата на УЕФА през 1998 г., а на следващия сезон прави много силни игри в Шампионската лига срещу Реал Мадрид и Интер. Особено запомнящ се е голът на Цимбалар от фаул срещу „белия балет“. Същата година халфът кара проби в Арсенал, но до трансфер не се стига. След много силната 1998 г., в която Цимбалар вкарва 10 гола и печели титлата и купата на Русия, кариерата му тръгна надолу. Поради контузии Иля не играе много често в следващия сезон и напуска Спартак. През 2000 г. преминава в Локомотив (Москва). За „железничарите“ той записва едва 10 мача. През 2001 преминава в Анжи, но и там контузиите му пречат да си възвърне предишната форма. Слага край на кариерата си през 2002, след което става вицепрезидент на Анжи.
Като треньор е бил начело на дублиращия отбор на Спартак, Спартак МЖК (Рязан) и ФК Нижни Новгород. През 2006 г. начело на Спартак МЖК става треньор на годината в Руска втора дивизия. За последно работи в Шинник като помощник-треньор.
Умира на 28 декември 2013 г. поради проблеми със сърцето.

## Успехи

### Клубни
- Шампион на Русия – 1993, 1994, 1996, 1997, 1998, 1999
- Купа на Русия – 1994, 1998, 2000, 2001
- Купа на Украйна – 1992
- Купа на Федерацията на СССР – 1990

### Индивидуални
- Футболист на годината в Русия – 1995
- В списък „33 най-добри“ – № 1 – 1994, 1995, 1996, 1998; № 2 – 1993